# Ellen Borlander
Ellen Johanna Maria Borlander-Olsson, född 1 april 1881 i Skeppsholms församling i Stockholm, död 24 augusti 1938 i Sankt Görans församling, var en svensk skådespelare.
Borlander var verksam vid Dramaten i Stockholm mellan 1908 och 1936. Hon gjorde också en mindre filmroll som trotjänarinnan Hanna i Sigurd Walléns Grevarna på Svansta 1924 och var aktiv i Radioteatern.
Hon ligger begravd på Galärvarvskyrkogården i Stockholm. Ellen Borlander var gift med sceninspektören vid Dramaten Theodor Olsson.

## Filmografi
- 1924 – Grevarna på Svansta

## Teater

### Roller (ej komplett)
| År   | Roll                | Produktion                          | Regi          | Teater   |
| ---- | ------------------- | ----------------------------------- | ------------- | -------- |
| 1922 | Fru Sandberg        | Andras affärer Gustaf af Geijerstam | Gustaf Linden | Dramaten |
| 1922 | Hedda Storm         | Erna Einar Fröberg                  | Gustaf Linden | Dramaten |
| 1922 | Tant Mina           | Herr Sleeman kommer Hjalmar Bergman | Olof Molander | Dramaten |
| 1923 | Konsulinnan Pottman | Sköldpaddskammen Richard Kessler    | Karl Hedberg  | Dramaten |